# Jiří Šejba
Jiří Šejba (* 22. července 1962 Pardubice, Československo) je bývalý český hokejový útočník a později hokejový trenér. V letech 2010-2011 a 2013-2017 byl hlavním trenérem polského GKS Tychy. Člen Síně slávy českého hokeje.

## Osobní život
Jiří Šejba má dva syny, Jiřího a Martina. Oba dva taktéž hráli lední hokej v nižších krajských soutěžích, později začali s trénováním mladých hokejistů. Starší syn Jiří se oženil se sestrou Tomáše Noska.  Během působení v německém klubu ESC Moskitos Essen, hrál s bývalým německým reprezentantem Peterem Draisaitlem, který vodil s sebou svého syna později hráč NHL Leon Draisaitl.

## Hráčská kariéra

### Klubová kariéra
Je odchovancem Tesly Pardubice. V československé hokejové lize odehrál za 13 sezón 479 zápasů a vstřelil 226 gólů, získal 4 tituly mistra republiky.
V roce 1985 byl draftován klubem NHL Buffalo Sabres jako číslo 182 v 9. kole.
V NHL nastoupil jen v 11 zápasech, během nichž nevstřelil žádný gól, zaznamenal pouze dvě přihrávky. Většinu času (druhou sezónu celou) strávil ve farmářském klubu Rochester Americans, za který odehrál v základní části ligy AHL celkem 90 zápasů a dal 42 gólů, v playoff této soutěže odehrál dalších 16 zápasů a dal 6 gólů (z toho ve druhém roce pouze 2 zápasy bez vstřeleného gólu).

### Reprezentační kariéra
V československé hokejové reprezentaci odehrál celkem 134 zápasů a dal 33 gólů. Zúčastnil se MS 1985 (mistr světa), MS 1986, MS 1987, Kanadského poháru 1987, ZOH 1988, MS 1989. 
Hokejové publikace uvádějí jako nejlepší výkon Jiřího Šejby v reprezentaci utkání proti Kanadě na MS 1985, které rozhodovalo o titulu mistra světa. Jiří Šejba v tomto zápase dal 3 góly, z toho jeden v oslabení po sóle z vlastního obranného pásma.

## Trenérská kariéra
Od roku 2000 trénoval mládež v Pardubicích, v sezóně 2004/05 působil spolu s Vladimírem Martincem u A-mužstva v české hokejové extralize. Opakovaně trénoval v Pardubicích, jak u mládeže, tak u A-týmu, vedl například i Mladou Boleslav, působil jako sportovní ředitel týmu Pardubic. Trénoval také na Slovensku a v Polsku. V sezóně 2020/2021 trénoval prvoligový klub LHK Jestřábi Prostějov a v sezóně 2021/2022 ve stejné soutěži HC Slavia Praha.

## Ocenění a úspěchy
- 1994 ČHL – Nejtrestanější hráč v playoff
- 1997 EHL – Nejproduktivnější hráč
- člen Klubu hokejových střelců deníku Sport
- 2010 Uveden do Síně slávy českého hokeje.

## Prvenství

### NHL
- Debut – 21. listopadu 1990 (Buffalo Sabres proti New York Rangers)
- První asistence – 21. listopadu 1990 (Buffalo Sabres proti New York Rangers)

### ČHL
- Debut – 14. září 1993 (HC Pardubice proti HC Olomouc)
- První asistence – 21. září 1993 (HC Pardubice proti HC Vítkovice)
- První gól – 15. října 1993 (HC Olomouc proti HC Pardubice, brankáři Ladislavu Blažkovi)

## Klubová statistika
| Sezóna        | Klub                        | Soutěž        |     | Základní část | Základní část | Základní část | Základní část | Základní část |    | Play off | Play off | Play off | Play off | Play off |
| Sezóna        | Klub                        | Soutěž        | Z   | G             | A             | B             | TM            | Z             | G  | A        | B        | TM       |          |          |
| 1979–80       | TJ Tesla Pardubice          | ČSHL          | 12  | 5             | 4             | 9             | 4             | —             | —  | —        | —        | —        |          |          |
| 1980–81       | TJ Tesla Pardubice          | ČSHL          | 28  | 14            | 4             | 18            | 14            | —             | —  | —        | —        | —        |          |          |
| 1981–82       | TJ Tesla Pardubice          | ČSHL          | 40  | 24            | 18            | 42            | 33            | —             | —  | —        | —        | —        |          |          |
| 1982–83       | TJ Tesla Pardubice          | ČSHL          | 44  | 21            | 18            | 39            | 32            | —             | —  | —        | —        | —        |          |          |
| 1983–84       | TJ Tesla Pardubice          | ČSHL          | 44  | 15            | 10            | 25            | 21            | —             | —  | —        | —        | —        |          |          |
| 1984–85       | ASD Dukla Jihlava           | ČSHL          | 41  | 19            | 9             | 28            | 40            | —             | —  | —        | —        | —        |          |          |
| 1985–86       | ASD Dukla Jihlava           | ČSHL          | 43  | 17            | 9             | 26            | 18            | —             | —  | —        | —        | —        |          |          |
| 1986–87       | TJ Tesla Pardubice          | ČSHL          | 34  | 23            | 11            | 34            |               | 9             | 2  | 6        | 8        |          |          |          |
| 1987–88       | TJ Tesla Pardubice          | ČSHL          | 23  | 10            | 15            | 25            |               | —             | —  | —        | —        | —        |          |          |
| 1988–89       | TJ Tesla Pardubice          | ČSHL          | 34  | 25            | 17            | 42            | 68            | 10            | 13 | 4        | 17       |          |          |          |
| 1989–90       | TJ Tesla Pardubice          | ČSHL          | 26  | 11            | 14            | 25            | 23            | —             | —  | —        | —        | —        |          |          |
| 1990–91       | Buffalo Sabres              | NHL           | 11  | 0             | 2             | 2             | 8             | —             | —  | —        | —        | —        |          |          |
| 1990–91       | Rochester Americans         | AHL           | 31  | 15            | 13            | 28            | 54            | 14            | 6  | 7        | 13       | 29       |          |          |
| 1991–92       | Rochester Americans         | AHL           | 59  | 27            | 31            | 58            | 36            | 2             | 0  | 0        | 0        | 0        |          |          |
| 1992–93       | Jokerit                     | SM-l          | 46  | 16            | 10            | 26            | 40            | 3             | 1  | 1        | 2        | 0        |          |          |
| 1993–94       | HC Pardubice                | ČHL           | 41  | 12            | 17            | 29            | 29            | 12            | 0  | 4        | 4        | 32       |          |          |
| 1994–95       | HC Pardubice                | ČHL           | 30  | 12            | 13            | 25            | 60            | —             | —  | —        | —        | —        |          |          |
| 1995–96       | HC Slovan Bratislava        | SHL           | 36  | 11            | 17            | 28            | 44            | —             | —  | —        | —        | —        |          |          |
| 1996–97       | HC Slovan Bratislava        | SHL           | 43  | 8             | 23            | 31            |               | 2             | 3  | 1        | 4        |          |          |          |
| 1997–98       | ESC Moskitos Essen          | 2. BL         | 60  | 16            | 30            | 46            | 40            | —             | —  | —        | —        | —        |          |          |
| 1998–99       | ESC Moskitos Essen          | 2. BL         | 36  | 13            | 11            | 24            | 24            | 11            | 4  | 3        | 7        | 14       |          |          |
| 1999–00       | ESC Moskitos Essen          | DEL           | 50  | 2             | 12            | 14            | 37            | —             | —  | —        | —        | —        |          |          |
| 2000–01       | HC IPB Pojišťovna Pardubice | ČHL           | 1   | 0             | 0             | 0             | 0             | —             | —  | —        | —        | —        |          |          |
| 2000–01       | HC Hradec Králové           | 2.ČHL         | 6   | 1             | 2             | 3             | 8             | —             | —  | —        | —        | —        |          |          |
| Celkem v ČSHL | Celkem v ČSHL               | Celkem v ČSHL | 369 | 184           | 129           | 313           | 253           | 19            | 15 | 10       | 25       | —        |          |          |
| Celkem v NHL  | Celkem v NHL                | Celkem v NHL  | 11  | 0             | 2             | 2             | 8             | —             | —  | —        | —        | —        |          |          |

## Reprezentace
| Rok                       | Tým                       | Soutěž                    | Z  | G  | A  | B  | TM |
| ------------------------- | ------------------------- | ------------------------- | -- | -- | -- | -- | -- |
| 1980                      | Československo 19         | MEJ                       | 5  | 4  | 2  | 6  | 2  |
| 1985                      | Československo            | MS                        | 9  | 4  | 3  | 7  | 2  |
| 1986                      | Československo            | MS                        | 9  | 2  | 2  | 4  | 6  |
| 1987                      | Československo            | MS                        | 10 | 1  | 3  | 4  | 12 |
| 1987                      | Československo            | KP                        | 5  | 1  | 2  | 3  | 2  |
| 1988                      | Československo            | OH                        | 8  | 3  | 1  | 4  | 16 |
| 1989                      | Československo            | MS                        | 10 | 0  | 1  | 1  | 8  |
| Seniorská kariéra celkově | Seniorská kariéra celkově | Seniorská kariéra celkově | 51 | 11 | 12 | 23 | 46 |